# Municipalité de Pajapan
La municipalité de Pajapan est l'une des 212 municipalités de l'État de Veracruz, au Mexique, et est située dans la partie sud-est de cet État. Établie à l'ouest de la vallée du fleuve Río Coatzacoalcos, sur les bords du golfe du Mexique, elle se trouve sur flanc occidental de l'isthme de Tehuantepec. Son chef-lieu est la ville éponyme de Pajapan. Elle fait également partie de la Région Olmeca, qui est l'une des subdivisions administratives de l'État de Veracruz.

## Géographie
La municipalité de Pajapan se trouve sur le golfe du Mexique, entre la vallée du Río Coatzacoalcos à l'est, qu'elle n'atteint cependant pas, et le massif volcanique de la Sierra de los Tuxtlas à l'ouest, avec le volcan San Martín Pajapan, culminant à 1160 mètres, et dont le sommet est inclus dans son territoire. Elle occupe le flanc occidental de l'isthme de Tehuantepec, dont elle ne fait cependant pas partie, la ligne de côte remontant sensiblement au nord-ouest sur le golfe du Mexique.
S'étendant selon un axe nord-ouest/sud-est le long du golfe du Mexique, avec une extension plus dans les terres au sud vers la localité de Minzapan, la municipalité occupe une superficie de 307,5 km2, pour une population en 2020 de 18 051 habitants et une densité de 58,7 habitants par km2.
La municipalité de Pajapan est limitrophe des municipalités, au nord-ouest, de Tatahuicapan de Juárez, à l'ouest de celle de Mecayapan, au sud de celle de Chinameca, à l'est de celle de Cosoleacaque, et au nord-est ce celle de Coatzacoalcos.

## Composition et démographie
La municipalité était composée en 2020 de 39 localités, dont une seule était considérée comme urbaine, les autres étant rurales.
| Localité            | Population |
| ------------------- | ---------- |
| Pajapan             | 10 156     |
| Minzapan            | 1904       |
| San Juan Volador    | 1767       |
| Jicacal             | 1078       |
| Batajapán           | 599        |
| Reste des localités | 2547       |
| Total population    | 18 051     |

En plus de l'espagnol, plusieurs langues amérindiennes sont parlées dans la municipalité, dont les principales sont par ordre d'importance : le nahuatl, comprenant un peu moins de 10 000 locuteurs, les autres étant très marginales.

## Histoire
Un décret de 1889 fixa les limites entre les municipalités de Mecayapan et de Pajapan.
En 1898, la municipalité de Minzapan est absorbée par celle de Pajapan.

## Économie

### Agriculture et élevage
La superficie des parcelles semées représentait, en 2019, 3143 hectares, parmi lesquels 2623 hectares voués à la culture du maïs, 239 hectares voués à celle du palmier africain, et 129 voués à celle du haricot.
En 2020, la production de viande par tonnes comprenait 1135,6 tonnes de viande bovine, 132,6 tonnes de viande porcine, 17,4 tonnes de viande ovine, 34,7 tonnes de volailles et 3,6 tonnes de dinde. La superficie vouée à l'élevage représentait alors 20 568 hectares.